# 吉田翔太
吉田 翔太（1991年5月1日 -）は日本のトップダンサー。札幌出身の日本人である。ブレイクダンスをメインダンスとし、トップダンサーのインストラクターとして活躍している。

## 概要
日本ではチームに所属しておらずイギリスのdobClassicというチームに所属している。11歳の頃街中で行われていたストリートダンスに興味を持ちその世界に入る。初の大会であるIBM2001で12歳ながらにして見事ヤング賞を獲得しその名前を全米に知らしめた。わずかダンス歴1年で数々のジャンルにて賞を総なめ。16歳のころからは仕事に専念するためダンス界から一時身を引くが、その後2012年21歳の時にダンス界に復帰。その後札幌にて自ら立ち上げたダンススタジオで主にトップダンサーを指導するインストラクターに転身した。
大会などでは本名では無く偽名で空夢という名前を使うことが多いが、その名前の由来は誰にも明かされていない。数々のテレビ番組などにゲストとして多数出演し、現在のキッズダンスシーンの立役者にもなった。倖田來未とは昔から親交があり來未姉と慕うほど信頼している。

## エピソード
自分の身より他人を心配することからよく地元では血の気の多い厚い人として慕われていた。本人は某インタビュー記事で『人一倍喧嘩が好きだった。友達を守るためならなんだってしてたよ笑』と語っている。中学校時代勉強は何一つしていなかったと豪語するわりには英語、ポルトガル語と言語能力には長けている部分がある。スポーツが何より好きでどんな些細なスポーツでも常にフル回転で行っていたという。基本的に多趣味だがその中でもダーツの腕前はかなり高く大会に出場するほどだという。

## TV出演
- スター☆ドラフト会議（日本テレビ系）
- 世界まる見え!テレビ特捜部（日本テレビ系）